# Massango
Massango – miasto w Angoli, w prowincji Malanje.